# Podróż apostolska Franciszka do Szwajcarii
Podróż apostolska papieża Franciszka do Szwajcarii odbyła się 21 czerwca 2018. Podczas tej jednodniowej wizyty, papież odwiedził Światową Radę Kościołów w Genewie. Była to druga wizyta Zwierzchnika Kościoła katolickiego w tym kraju i w tej organizacji; wcześniej dokonał tego Jan Paweł II, podczas swojej
22. podróży apostolskiej w 1984 roku.

## Program pielgrzymki
O 8:30 Papież wyleciał samolotem z Rzymu do Genewy; Papież przyleciał na lotnisko w Genewie o 10.10. Po ceremonii powitania o 10:30 Papież spotkał się na lotnisku z prezydentem Szwajcarii Alainem Bersetem. Po rozmowie z prezydentem Papież udał się do Centrum Ekumenicznego WCC, gdzie o 11:15 odprawił modlitwę ekumeniczną. Po modlitwie Papież zjadł obiad w Instytucie Ekumenicznym Bossey. Po obiedzie powrócił do Centrum Ekumenicznego WCC, gdzie o 15:45 odbyło się spotkanie ekumeniczne. O 17:30 Papież odprawił mszę w Pałacu Wystaw w Genewie. O 19:15 odbyło się spotkanie pożegnalne z biskupami i współpracownikami Papieskich Przedstawicielstw w Szwajcarii. Po pożegnaniu z biskupami Papież udał się na lotnisko, gdzie między godzina 19:45 a 20:00 miał przerwę. O 20:00 samolot z Papieżem odleciał do Rzymu, gdzie wylądował o 21:40.